# Cratere Miovasu
Miovasu  è un cratere sulla superficie di Venere.